# Placitas (condado de Sandoval)
Placitas es un lugar designado por el censo ubicado en el condado de Sandoval en el estado estadounidense de Nuevo México. En el Censo de 2010 tenía una población de 4977 habitantes y una densidad poblacional de 64,7 personas por km².

## Geografía
Placitas se encuentra ubicado en las coordenadas 35°19′22″N 106°26′37″O / 35.32278, -106.44361. Según la Oficina del Censo de los Estados Unidos, Placitas tiene una superficie total de 76.92 km², de la cual 76.92 km² corresponden a tierra firme y (0%) 0 km² es agua.

## Demografía
Según el censo de 2010, había 4977 personas residiendo en Placitas. La densidad de población era de 64,7 hab./km². De los 4977 habitantes, Placitas estaba compuesto por el 91.42% blancos, el 0.86% eran afroamericanos, el 1.23% eran amerindios, el 1.04% eran asiáticos, el 0.02% eran isleños del Pacífico, el 3.25% eran de otras razas y el 2.17% pertenecían a dos o más razas. Del total de la población el 20.86% eran hispanos o latinos de cualquier raza.